# Canções d'Além-mar
Canções d'Além-mar é o o 13º álbum de estúdio do cantor brasileiro Zeca Baleiro. O álbum foi lançado em 10 de julho de 2020 pelo selo Saravá Discos, com distribuição digital feita via ONErpm.
Este álbum foi o vencedor do Grammy Latino 2021 na categoria Melhor Álbum de Música Popular Brasileira.
Em 2022, foi lançada uma versão deluxe do álbum, com 2  Faixas Bônus, integrando, assim, artistas de outras gerações.

## Antecedentes e produção
O álbum foi anunciado em janeiro de 2020, quando Zeca Baleiro fez o lançamento do single e clipe “Às Vezes o Amor”. Segundo o músico, “este disco é uma declaração de amor à música feita em Portugal, com ênfase na produção das últimas décadas. É parcial como todo tributo. Não é uma antologia, mas um recorte afetivo do cancioneiro português feito por um músico brasileiro, uma homenagem sincera e apaixonada”.[carece de fontes?]
O repertório do álbum abrange período de quase 50 anos, desde música de 1960 (Balada de Outono) até de 2009 (É no Silêncio das Coisas).
A relação de Zeca com a música portuguesa iniciou-se em 1999, no projeto “Navegar é Preciso”, um encontro entre artistas brasileiros e portugueses em São Paulo. À época, Zeca dividiu o palco com Pedro Abrunhosa.
Em 2001, a convite de Sérgio Godinho se apresentou pela primeira vez para um grande público em Portugal, na Festa do Avante. Em 2006 registrou “Frágil” como faixa-bônus para a edição portuguesa do cd “Baladas do Asfalto e Outros Blues”. A gravação o aproximou de Jorge Palma, a ponto de dividirem o palco no Rock in Rio Lisboa 2010.

## Arte
O artista plástico maranhense Elifas Andreato assina a arte exposta na capa do disco com alusão aos azulejos portugueses, uma das marcas da arquitetura e cultura de Portugal.

## Faixas
| N.º            | Título                          | Compositor(es)                                                       | Intérprete Original / Ano de Gravação | Duração |  |
| 1.             | "Às Vezes o Amor"               | Sergio Godinho                                                       | Sergio Godinho (2006)                 | 4:19    |  |
| 2.             | "Tu Não Sabes"                  | Pedro Abrunhosa                                                      | Pedro Abrunhosa (2002)                | 4:48    |  |
| 3.             | "Ali Está a Cidade"             | Fausto Bordalo                                                       | Fausto Bordalo (1987)                 | 4:02    |  |
| 4.             | "Capitão Romance"               | Nuno Prata, Elísio Donas, Manel Cruz, Miguel Esteves Cardoso e Peixe | Ornatos Violeta (1999)                | 3:45    |  |
| 5.             | "Balada de Outono"              | José Afonso                                                          | José Afonso (1960)                    | 3:02    |  |
| 6.             | "Canção de Engate"              | António Variações                                                    | António Variações (1984)              | 4:19    |  |
| 7.             | "Razão de Ser (E Valer a Pena)" | João Gil e João Monge                                                | Ala dos Namorados (2000)              | 3:37    |  |
| 8.             | "Todo o Tempo do Mundo"         | Rui Veloso e Carlos Tê                                               | Rui Veloso (1998)                     | 5:16    |  |
| 9.             | "Menina, Estás à Janela"        | Vitorino                                                             | Vitorino (1975)                       | 3:09    |  |
| 10.            | "Bairro do Amor"                | Jorge Palma                                                          | Jorge Palma (1977)                    | 3:38    |  |
| 11.            | "É no Silêncio das Coisas"      | José Cid                                                             | José Cid (2009)                       | 3:34    |  |
| Duração total: | Duração total:                  | Duração total:                                                       | Duração total:                        | 43:29   |  |

| Faixas Bônus: Versão deluxe de 2022 |                   |                   |         |  |
| N.º                                 | Título            | Compositor(es)    | Duração |  |
| 12.                                 | "Inquietação"     | José Mário Branco | 2:37    |  |
| 13.                                 | "O Homem do Leme" | Xutos e Pontapés  | 4:21    |  |

## Créditos
- Zeca Baleiro - Voz e violão
- Tuco Marcondes - Guitarra, Viola portuguesa
- Fernando Nunes - Baixo elétrico
- Adriano Magoo - Piano e Órgão Hammond
- Pedro Cunha - Sintetizadores
- Kuki Stolarski - Baterias e percussão

Músicos convidados
- St. Petersburg Studio Orchestra - Orquestra de cordas - Regência - Maestro Kleber Augusto
- Manuel Paulo Felgueiras - Piano em “Balada de Outono”
- Pedro Joia - Violão em “Razão de Ser (E Valer a Pena)”
- Nathanael Sousa - Acordeon em “Menina, Estás à Janela”

Ficha técnica
- Elifas Andreato - arte do álbum

## Prêmios e Indicações
| Ano  | Prêmio        | Categoria                                 | Resultado | Ref.  |
| ---- | ------------- | ----------------------------------------- | --------- | ----- |
| 2021 | Grammy Latino | Melhor Álbum de Música Popular Brasileira | Venceu    | [ 2 ] |